# فعالیت‌های سیا در عراق
آژانس اطلاعات مرکزی ایالات متحده (سیا) سابقه طولانی درگیری در عراق داشته‌است. اگرچه سیا مستقیماً در کودتای ۱۹۶۳ بعثی که عبدالکریم قاسم را از قدرت برکنار کرد، دخالت نداشت، از اواسط سال ۱۹۶۲ تا زمان سرنگونی قاسم، در حال برنامه‌ریزی برای برکناری قاسم بود و با گروه‌های مخالف عراقی از جمله حزب بعث تماس برقرار کرد. برنامه‌ریزی برای «ناتوانی» یکی از اعضای عالی‌رتبه دولت قاسم با دستمال زهرآلود. پس از اینکه کودتای بعثی ۱۹۶۸ عراق را به حوزه نفوذ شوروی کشاند، سیا با دولت سلطنتی وقت ایران تبانی کرد تا عراق را با مسلح کردن شورشیان کرد بی‌ثبات کند. از سال ۱۹۸۲، سیا در طول جنگ ایران و عراق، ارائه اطلاعات عراق را آغاز کرد. سیا همچنین در کودتای نافرجام ۱۹۹۶ علیه صدام حسین نقش داشت.
سیا نقش مهم و به‌طور کلی مؤثری در جنگ خلیج فارس در اوایل دهه ۱۹۹۰ ایفا کرد، اما توجیه و برنامه‌ریزی حمله آمریکا به عراق در سال ۲۰۰۳ بسیار بحث‌برانگیز بود.

## ۱۹۵۸
روابط ایالات متحده (ایالات متحده آمریکا) و عراق پس از سرنگونی سلطنت عراق در ۱۴ ژوئیه۱۹۵۸ تیره شد که منجر به اعلام حکومت جمهوری به رهبری سرتیپ عبدالکریم قاسم شد. قاسم این عملیات را طراحی کرد، اما سرهنگ عبدالسلام عارف آن را روی زمین رهبری کرد. افسر باسابقه آژانس اطلاعات مرکزی (سیا) هری روزیتزکه گفت که «شایعاتی مبنی بر توطئه ارتش از ماه‌ها قبل در بغداد منتشر شده بود»، اما «نه عوامل سیا و نه طراحان عراقی نمی‌توانستند زمان وقوع کودتا را بگویند. به یک اتفاق بستگی داشت.» علاوه بر این، تحقیقات بعدی وزارت امور خارجه خاطرنشان کرد که «در حالی که سازمان‌های اطلاعاتی عراق و ایالات متحده از قاسم اطلاع داشتند، تصور نمی‌شد که او هرگز دلیلی برای نگرانی باشد». آلن دالس، مدیر اطلاعات مرکزی، به رئیس‌جمهور دوایت آیزنهاور گفت که سیا «دارای شواهد محکمی که جمال عبدالناصر را در کودتا دخیل می‌داند، ندارد، هرچند که از ناصر الهام گرفته شده بود.» در ۱۵ژوئیه، آیزنهاور با فرستادن تفنگداران دریایی آمریکا به لبنان به درخواست کامیل شامون، رئیس‌جمهور لبنان، با هدف کمک به دولت طرفدار غرب شامون برای بازگرداندن نظم پس از ماه‌ها ناآرامی داخلی، به تحولات عراق پاسخ داد. دولت آیزنهاور در ابتدا نگران «استثمار بعثی‌ها یا کمونیست‌ها از وضعیت» بود، اما دولت جدید عراق را در ۳۰جولای به رسمیت شناخت.
قاسم خود را «تنها رهبر» عراق می‌دانست و هرگونه ارتباط با ناصر را رد می‌کرد، در حالی که عارف علناً از پیوستن عراق به جمهوری متحده عربی (UAR) اتحاد کوتاه مدت مصر و سوریه حمایت می‌کرد. در ۳۰سپتامبر، قاسم با فرستادن عارف به آلمان غربی به عنوان سفیر، اقدام به خنثی کردن او کرد. اما در ۲اکتبر، دالس پیش‌بینی کرد: «به احتمال زیاد، ما آخرین [او] را نشنیده‌ایم.» مأموران مصری در بن با عارف در توطئه ای برای خلع قاسم همکاری کردند، اما عارف مدت کوتاهی پس از بازگشت به بغداد در ۴ نوامبر دستگیر شد. انگلستان که «امید داشت او را به عنوان یک جایگزین عراقی برای ناصر پرورش دهیم. مداخله ناصر به زودی قاسم را وادار کرد تا به کمونیست‌ها روی آورد تا پایگاهی برای حمایت از رژیم خود در برابر ناسیونالیست‌ها حفظ کند.

## ۱۹۵۹
آیزنهاور که نگران نفوذ اعضای حزب کمونیست عراق (ICP) در دولت قاسم بود، شروع به این سؤال کرد که آیا "ممکن است کمک به [ناصر] برای تصاحب قدرت در عراق، سیاست خوبی باشد." با این حال، مشاوران ارشد آیزنهاور از جمله دالس و برادرش، وزیر امور خارجه، جان فاستر دالس عمدتاً در مورد این موضوع هشدار دادند. به عنوان مثال، در ۱۵ ژانویه۱۹۵۹، فاستر دالس آن را "ضروری است که دست خود را از عراق دور کنیم" زیرا ایالات متحده "آنقدر پیچیده نیست که بتواند با این وضعیت پیچیده ترکیب شود." در ۲۴مارس، عراق به تعجب مقامات ایالات متحده از اتحاد ضد شوروی، پیمان بغداد، خارج شد. در ماه آوریل، شورای امنیت ملی ایالات متحده (NSC) یک کمیته ویژه در مورد عراق (SCI) برای بررسی مجدد وضعیت و پیشنهاد موارد احتمالی مختلف برای جلوگیری از تسلط کمونیستی بر کشور ایجاد کرد. مداخله مخفیانه و نظامی در نظر گرفته شد، اما این امر جان جرنگان، سفیر ایالات متحده در بغداد را "وحشت زده" کرد، که "در نهایت دولت را متقاعد کرد که در عوض ناصر را تحت فشار قرار دهد تا تبلیغات خود را علیه عراق اصلاح کند و نه بر قاسم، بلکه بر کمونیست‌ها تمرکز کند." "ناصر موافقت کرد و قاسم به زودی اقدامات سرکوبگرانه متعددی را علیه کمونیست‌ها انجام داد که عملاً ترس از "قرمز شدن" عراق را ایجاد کرد. یک مقام آمریکایی در آن زمان اظهار داشت که «حملات اخیر ناصر به کمونیسم بیش از هر چیزی که قدرت‌های غربی می‌توانستند در طی سال‌ها کار به دست آورند، برای حفظ پیشروی کمونیسم در خاورمیانه انجام داده‌است.» برایان آر. گیبسون می‌نویسد که «هیچ سندی وجود ندارد که مستقیماً ایالات متحده را به هر یک از تلاش‌های پنهانی متعدد ناصر برای سرنگونی رژیم قاسم مرتبط کند، اگرچه شواهدی وجود دارد که نشان می‌دهد سیا به اردن و ارتش جمهوری اسلامی ایران کمک کرده بود تا عراقی‌ها را به کشور بازگردانند." SCI سرانجام در ژانویه۱۹۶۱ تعطیل شد.

### گزارش یونایتد پرس اینترنشنال
ریچارد سیل از یونایتد پرس اینترنشنال (UPI) به نقل از عادل درویش و سایر کارشناسان گزارش داد که سوء قصد ناموفق در ۷ اکتبر۱۹۵۹ علیه قاسم با مشارکت صدام حسین جوان و دیگر توطئه گران بعثی، همکاری بین سیا و اطلاعات مصر بود. گیبسون صحت سیل و درویش را با استناد به اسناد طبقه‌بندی شده به چالش کشیده‌است که نشان می‌دهد سیا در زمان سوء قصد به قتل قاسم چشم پوشی کرده‌است و شورای امنیت ملی «به تازگی سیاست عدم مداخله [خود] را در اول اکتبر تأیید کرده‌است». دالس شش روز قبل از این حادثه پیش‌بینی کرده بود که ممکن است طی دو ماه آینده به قتل قاسم حمله شود، که گیبسون می‌گوید این امر نشان‌دهنده «عدم اطلاعات دقیق» است. با توجه به اینکه مقامات آمریکایی علناً ابراز امیدواری کردند که قاسم به سرعت جراحات خود را بهبود بخشد و به‌طور خصوصی به دنبال منصرف کردن اردن و ایران از مداخله نظامی در عراق در طول بستری شدن قاسم بود، گیبسون حدس زد که «در حالی که ایالات متحده از چندین توطئه علیه قاسم مطلع بود، همچنان به سیاست عدم مداخله خود پایبند است." براندون ولف هنیکات به روشی مشابه می‌گوید: «من از هیچ مدرکی مبنی بر روابط پنهانی بین سیا و بعث قبل از ۷ اکتبر [تلاش برای ترور] بی‌اطلاع هستم. به نظر می‌رسد که ۷ اکتبر بود که بعث را مورد توجه دولت آمریکا قرار داد.» با این حال، کنت آزگود در حالی که اذعان می‌کند که «اثبات مستند کمی مستقیم» دال بر مشارکت آمریکا در توطئه وجود دارد اظهار می‌کند که چون به طور گسترده پذیرفته شده‌است که مصر «در سطحی درگیر بوده‌است» و «ایالات متحده در حال همکاری با ناصر در این زمینه بوده‌است. یک سطح… شواهد و قرائن به گونه ای است که امکان همکاری ایالات متحده و جمهوری اسلامی ایران با فعالان حزب بعث را نمی‌توان رد کرد. علاوه بر این، سیا در طول دوره زمانی مورد بحث درگیر برنامه‌ریزی اضطراری علیه دولت قاسم بود: «هرچه اعتبار اتهامات [سیل] وجود داشته باشد، حداقل اسنادی که در حال حاضر از طبقه‌بندی خارج شده‌اند، نشان می‌دهند که مقامات آمریکایی فعالانه در حال بررسی توطئه‌های مختلف علیه قاسم بودند و اینکه سیا در حال ایجاد دارایی برای عملیات‌های مخفی در عراق بود.»
گرچه پس از تیراندازی صدام (که قرار بود فقط پوشش می‌داد) به سوی قاسم تیراندازی کرد و صدام را مجبور کرد تا در صورت بازگشت به عراق بیش از سه سال را در تبعید در اتحاد جماهیر شوروی تحت تهدید مرگ بگذراند، این سوءقصد با شکست مواجه شد، اما منجر به افشای گسترده مردم شد. صدام و بعث در داخل عراق، جایی که هر دو قبلاً در گمنامی فرورفته بودند و بعداً به بخش مهمی از وجهه عمومی صدام در دوران تصدی وی به عنوان رئیس‌جمهور عراق تبدیل شدند. این احتمال وجود دارد که صدام در زمان تبعید خود از سفارت آمریکا در قاهره بازدید کرده باشد. یکی از مقامات بلندپایه سابق آمریکا به ماریون فاروک اسلاگلت و پیتر اسلاگلت گفت که بعثی‌های عراق، از جمله صدام، «در اواخر دهه ۱۹۵۰ و اوایل دهه ۱۹۶۰ با مقامات آمریکایی تماس گرفته بودند.»

## ۱۹۶۰
طبق گزارش کمیته کلیسا:
در فوریه ۱۹۶۰، بخش خاور نزدیک سیا به دنبال تأیید چیزی بود که رئیس بخش [ جیمز اچ. کریچفیلد] آن را «کمیته تغییر سلامت» برای پیشنهاد آن برای «عملیات ویژه» برای «ناتوان کردن» یک سرهنگ عراقی که معتقد بود «در حال ترویج» می‌نامید، تأیید کرد. منافع سیاسی بلوک شوروی در عراق." بخش مشاوره کمیته را در مورد تکنیکی جویا شد، "که اگرچه به احتمال زیاد منجر به ناتوانی کامل نمی‌شود، مطمئناً هدف را از پیگیری فعالیت‌های معمول خود برای حداقل سه ماه بازمی‌دارد." و افزود: "ما آگاهانه به دنبال دائمی آزمودنی نیستیم. حذف از صحنه؛ ما هم اعتراضی نداریم که این عارضه ایجاد شود.»... در آوریل [۱۹۶۲]، کمیته [تغییر سلامت] به اتفاق آرا به DDP [معاون برنامه‌ها، ریچارد ام. بیسل جونیور] توصیه کرد که یک "عملیات غیرفعال کردن" انجام شود، با اشاره به اینکه رئیس عملیات توصیه کرد که انجام شود. "بسیار مطلوب." معاون بیسل، تریسی بارنز، از طرف بیسل تأیید شد… عملیات تأیید شده ارسال یک دستمال تک رنگ حاوی یک عامل ناتوان کننده برای سرهنگ از یک کشور آسیایی بود. [جیمز] شیدر [مشاور علمی بیسل] شهادت داد که، در حالی که او اکنون نام گیرنده را به خاطر نمی‌آورد، به یاد داشت که در طول دوره مورد بحث، دستمالی را از کشور آسیایی پست کرده بود که "با نوعی مواد برای آن استفاده شده بود. هدف از آزار و اذیت شخصی که آن را دریافت کرده‌است.»... در جریان تحقیقات این کمیته، سیا اعلام کرد که این دستمال "در واقع هرگز دریافت نشده‌است (اگر در واقع ارسال شده باشد). این سرهنگ می‌افزاید: مدت زیادی پس از بررسی پیشنهاد دستمالی ما قبل از یک جوخه تیراندازی در بغداد (رویدادی که ما هیچ ارتباطی با آن نداشتیم) دچار یک بیماری لاعلاج شد.
اگرچه برخی منابع این عملیات را به عنوان سوءقصد به قاسم نشان می‌دهند، منابع دیگر خاطرنشان می‌کنند که این تفسیر نادرست است یا شواهد آن را تأیید نمی‌کند، به عنوان این تصور که سیا ترور هدف توسط خود متن رد می‌شود. علاوه بر این، بعید است که قاسم دریافت کننده مورد نظر دستمال بوده باشد، زیرا مقامات سیا احتمالاً حمله به رئیس دولت عراق را به خاطر می‌آورند. در حالی که قاسم یک سرهنگ نبود، بلکه یک سرتیپ بود و آشکارا منافع شوروی را در عراق ترویج نمی‌کرد، سرهنگ فهدیل عباس المهدوی، رئیس دادگاه مردمی عراق که طرفدار شوروی بود، کاملاً با توصیف فوق مطابقت دارد. قاسم عملاً ICP را در ژانویه ۱۹۶۰ ممنوع کرد، اما مهدوی یک مجرای مهم بین دولت قاسم و چندین گروه جبهه کمونیستی از جمله «پارتیزان‌های صلح» باقی ماند که علیرغم غیرقانونی بودن رسمی در انظار عمومی اجازه فعالیت در ملاء عام را داشتند. مه ۱۹۶۱ و به دلیل ستایش صریح فیدل کاسترو و همچنین سفرهایش در سراسر اتحاد جماهیر شوروی، بلوک شرق و چین شناخته شده بود. در سال ۱۹۹۱، دیپلمات بلندپایه سابق ایالات متحده، هرمان ایلتس، به روزنامه‌نگار الین اسکیولینو گفت که مهدوی هدف بوده‌است.

## ۱۹۶۱
در سال‌های ۱۹۶۱ و ۱۹۶۲، ما علاقه خود را به بعث افزایش دادیم نه اینکه فعالانه از آن حمایت کنیم اما از نظر سیاسی و فکری، بعث را جالب دیدیم. ما متوجه شدیم که آن به ویژه در عراق فعال است. تحلیل ما از بعث این بود که در آن زمان نسبتاً معتدل بود و ایالات متحده به راحتی می‌توانست خود را با سیاست‌های آن تطبیق دهد و از آن حمایت کند؛ بنابراین ما آماده‌سازی طولانی و کند بعث برای به دست گرفتن کنترل را تماشا کردیم. آنها چندین بار برنامه‌ریزی کردند که این کار را انجام دهند و آن را به تعویق انداختند.

جیمز اچ. کریچفیلد، رئیس بخش خاور نزدیک سیا از ۱۹۵۹ تا 1969. 
تا سال ۱۹۶۱، سیا حداقل یک مخبر سطح بالا را در شاخه عراقی حزب بعث پرورش داده بود که به آن امکان می‌داد بر فعالیت‌های حزب نظارت کند.

## ۱۹۶۲
یک کابل سیا فاش می‌کند که حزب بعث «اولین بار در مورد کودتا در آوریل ۱۹۶۲ به عارف نزدیک شد.»
در اواسط سال ۱۹۶۲، نگران تهدید قاسم برای حمله به کویت و سلب مالکیت دولت خود را از ۹۹٫۵ درصد از بریتانیا و آمریکا متعلق شرکت نفت عراق را (IPC) امتیاز منابع، رئیس‌جمهور جان اف کندی دستور داد سازمان سیا تا مقدمات لازم برای یک کودتای نظامی که او را از قدرت برکنار خواهد کرد. آرچی روزولت جونیور وظیفه رهبری این عملیات را بر عهده داشت. یکی از افسران عالی‌رتبه سیا مستقر در ایران در آن زمان به گیبسون گفت که «در حالی که سیا به حزب بعث علاقه داشت، ارتش در واقع تمرکز اصلی آن بود». تقریباً در همان زمان، سیا به یک پروژه موشکی زمین به هوای محرمانه عراق شوروی نفوذ کرد که اطلاعاتی در مورد برنامه موشکی بالستیک اتحاد جماهیر شوروی به دست آورد. 
همچنین در سال ۱۹۶۲، مهدوی و برخی از اعضای خانواده اش با یک مورد جدی از آنچه مهدوی آن را «آنفولانزا» نامیده بود گرفتار شدند. مشخص نیست که آیا این بیماری مربوط به برنامه سیا برای مسموم کردن مهدوی در آوریل ۱۹۶۲ بوده‌است یا خیر. ناتان جی. سیتینو مشاهده می‌کند که "زمان بیماری دقیقاً با زمان عمل "ناتوان کننده" مطابق شهادت ذکر شده مطابقت ندارد."

## ۱۹۶۳

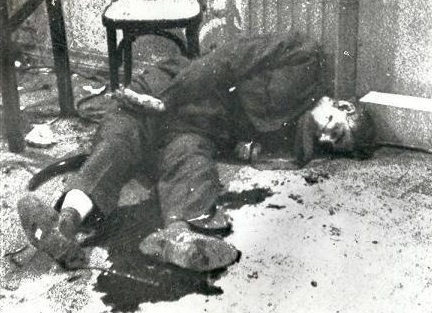
جسد عبدالکریم قاسم

در حالی که هنوز زود است، به نظر می‌رسد که انقلاب عراق موفق شده‌است. تقریباً مطمئناً این یک سود خالص برای طرف ما است… به محض اینکه بتوانیم بفهمیم با چه کسی صحبت کنیم، صداهای دوستانه غیررسمی ایجاد خواهیم کرد و به محض اینکه مطمئن شدیم این افراد محکم روی زین هستند، باید تشخیص دهیم. سیا گزارش‌های بسیار خوبی در مورد این توطئه داشت، اما من شک دارم که آنها یا انگلیس اعتبار زیادی برای آن ادعا کنند.

- رابرت کومر به رئیس‌جمهور جان اف کندی، ۸ فوریه 1963. 
در ۷ فوریه ۱۹۶۳، دبیر اجرایی وزارت امور خارجه، ویلیام بروبک نوشت که عراق به "یکی از مفیدترین نقاط برای کسب اطلاعات فنی در مورد تجهیزات نظامی و صنعتی شوروی و روشهای عملیات شوروی در مناطق غیر متعهد تبدیل شده‌است." مقامات ایالات متحده دستور داده شد که به ادعاهای دروغین قاسم مبنی بر حمایت ایالات متحده از شورشیان کرد به دلیل تمایل به حفظ حضور ایالات متحده در عراق، پاسخ ندهند. با دستیابی به "سرمایه اطلاعاتی" که در کف دست بود، مقامات ایالات متحده "اکراه زیادی در مورد تشدید قاسم" نشان دادند.
حزب بعث عراق در یک کودتای خشونت‌آمیز در ۸ فوریه ۱۹۶۳ قاسم را سرنگون و اعدام کرد. مهدوی همراه با قاسم اعدام شد: "سپس اجساد آنها در یک فیلم وحشتناک پنج دقیقه ای به نام "پایان جنایتکاران" که بلافاصله بعد از نماز و یک کارتون فلیکس گربه پخش شد، در تلویزیون دولتی به نمایش گذاشته شد. در حالی که شایعات مداوم مبنی بر سازماندهی کودتا توسط سیا وجود دارد، اسناد از طبقه بندی خارج شده و شهادت افسران سابق سیا نشان می‌دهد که هیچ دخالت مستقیم آمریکا در آن وجود نداشته‌است، اگرچه ایالات متحده از دو طرح کودتای خنثی شده بعثی مطلع شده بود. در ژوئیه و دسامبر۱۹۶۲ و اقدامات پس از کودتا نشان داد که «در بهترین حالت آن را چشم پوشی کرد و در بدترین حالت به خشونت‌های بعدی کمک کرد.» علیرغم شواهدی مبنی بر اینکه سیا از «حداقل سال ۱۹۶۱» از نزدیک برنامه‌ریزی کودتای حزب بعث را دنبال می‌کرده‌است، این مقام سیا با روزولت برای تحریک یک کودتای نظامی علیه قاسم همکاری می‌کرد. که بعداً رئیس عملیات سیا در عراق و سوریه شد، هرگونه دخالت در اقدامات حزب بعث را تکذیب کرده و در عوض اظهار داشت که تلاش‌های سیا علیه قاسم در آن زمان هنوز در مراحل برنامه‌ریزی بود: «هنوز بودم. درگیر تماس با افرادی که می‌توانند در کودتا علیه [او] نقش داشته باشند." در مقابل، براندون ولف هانیکات بیان می‌کند که "دانشمندان در تفسیرهای خود از سیاست خارجی آمریکا نسبت به کودتای فوریه ۱۹۶۳ در عراق اختلاف نظر دارند"، اما به "شواهد قانع کننده ای از نقش آمریکا در کودتاً اشاره می‌کند.

به معاون سابق عارف قاسم (که بعثی نبود) عنوان عمدتاً تشریفاتی رئیس‌جمهور داده شد، در حالی که ژنرال برجسته بعثی احمد حسن البکر به عنوان نخست‌وزیر معرفی شد. قدرتمندترین رهبر دولت جدید، دبیر حزب بعث عراق، علی صالح الساعدی، که شبه نظامیان گارد ملی را کنترل می‌کرد و قتل‌عام صدها اگر نگوییم هزاران مظنون به کمونیست و سایر ناراضیان را در روزهای پس از کودتا سازماندهی کرد. دولت کندی به چشم‌انداز تغییر عراق در جنگ سرد با خوش‌بینی محتاطانه نگاه کرد و در نهایت یک معامله تسلیحاتی ۵۵ میلیون دلاری برای عراق را تصویب کرد. باور عمومی بر این است که سیا لیست‌هایی از کمونیست‌ها و سایر چپ‌ها را در اختیار گارد ملی الساعدی قرار داد که سپس دستگیر یا کشته شدند. این ادعا از مصاحبه الاهرام در ۲۷ سپتامبر۱۹۶۳ با ملک حسین پادشاه اردن سرچشمه گرفت که به دنبال رد گزارش‌ها مبنی بر اینکه او در لیست حقوق و دستمزد سیا قرار دارد اعلام کرد:
شما به من می‌گویید که اطلاعات آمریکا پشت حوادث ۱۹۵۷ اردن بود. اجازه دهید به شما بگویم که من به‌طور قطع می‌دانم که آنچه در ۸ فوریه در عراق رخ داد از حمایت اطلاعات آمریکا برخوردار بود. برخی از کسانی که اکنون در بغداد حکومت می‌کنند از این موضوع اطلاعی ندارند، اما من از حقیقت آگاهم. جلسات متعددی بین حزب بعث و اطلاعات آمریکا برگزار شد که مهمتر از آن در کویت بود. آیا می‌دانید که… در ۸ فوریه یک رادیو مخفی که به عراق ارسال شد، نام و نشانی کمونیست‌ها را برای افرادی که کودتا کردند را در اختیار آنها قرار می‌داد تا آنها را دستگیر و اعدام کنند؟... اما من متهم به عامل آمریکا و امپریالیسم هستم!
در سرداب‌های کاخ النهایه، که دفتر [تحقیقات ویژه] [گارد ملی] از آن به عنوان مقر اصلی خود استفاده می‌کرد، انواع ابزارهای منفور شکنجه، از جمله سیم‌های برق با انبر، چوب‌های آهنی نوک تیز که زندانیان را روی آن می‌ساختند، پیدا شد. برای نشستن، و دستگاهی که هنوز اثری از انگشتان بریده شده داشت. تپه‌های کوچکی از لباس‌های خون آلود در اطراف پراکنده بود و حوض‌هایی روی زمین و لکه‌هایی روی دیوارها وجود داشت.

هانا باتاتو، صحنه‌ای از شکنجه‌گاه بعثی را که پس از سرنگونی حزب در سال ۱۹۶۳ کشف شد، بازگو می‌کند.
به گفته هانا باتاتو، با این حال، «بعثی‌ها در سال‌های ۱۹۵۸–۱۹۵۹، زمانی که کمونیست‌ها کاملاً آشکار شدند، و قبل از آن، در طول سال‌های جبهه وحدت ملی (۱۹۵۷–۱۹۵۸) فرصت کافی برای جمع‌آوری چنین جزئیاتی داشتند. در همه سطوح با آنها مراودات مکرر داشتم." علاوه بر این، "لیست‌های مورد بحث ثابت شد که تا حدی قدیمی هستند"، که می‌تواند به عنوان مدرکی در نظر گرفته شود که آنها بسیار قبل از سال ۱۹۶۳ جمع آوری شده‌اند. توضیحات باتاتو توسط گزارش‌های اداره اطلاعات و تحقیقات پشتیبانی می‌شود که می‌گوید «اعضای حزب [کمونیست] بر اساس فهرست‌هایی که اکنون توسط حزب مسلط بعث تهیه شده‌است، جمع‌آوری می‌شوند» و ICP «تقریباً همه را افشا کرده‌است». دارایی‌های آن» که بعثی‌ها «با دقت شناسایی و فهرست کرده بودند». از سوی دیگر، سیتینو خاطرنشان می‌کند که دو مقام سفارت ایالات متحده در بغدادویلیام لیکلند و جیمز ای. آکینز از پوشش خبری کنفرانس خلع سلاح و صلح ژوئیه ۱۹۶۲ مسکو در مطبوعات چپ عراق برای تهیه فهرستی از عراقی‌ها استفاده کردند. کمونیست‌ها و حامیان آنها… کسانی که ذکر شده تجار شامل، دانشجویان، اعضای جوامع حرفه ای، و روزنامه نگاران، اگر چه اساتید دانشگاه بزرگترین گروه را تشکیل می‌دهند." لیک لند، یکی از شرکت کنندگان سابق SCI،" شخصا حفظ تماس بعد از کودتا با بازجو گارد ملی"، و ممکن است تحت تأثیر تعامل قبلی او با سرگرد حسن مصطفی النقیب، وابسته نظامی عراق در ایالات متحده که پس از «تأیید احکام اعدام مهدوی» قاسم علیه ملی گرایان دخیل در قیام ۱۹۵۹ موصل، به حزب بعث پناهنده شد، قرار گرفته باشد.  علاوه بر این، "ولدون ماتیوز اتفاق افتاد تا با دقت ثابت شده‌است که رهبران گارد ملی که در نقض حقوق بشر شرکت در ایالات متحده به عنوان بخشی از برنامه پلیس اجرا شده توسط آموزش داده شده بود اداره همکاری‌های بین المللی و آژانس توسعه بین المللی." 
حمله به آزادی مردم توسط اعضای خونخوار گارد ملی، نقض مقدسات، بی اعتنایی آنها به قانون، صدماتی که به دولت و مردم وارد کرده‌اند، و در نهایت شورش مسلحانه آنها در ۱۳ نوامبر۱۹۶۳ به وضعیت غیرقابل تحملی منجر شد که مملو از خطرات جدی برای آینده این مردم است که بخشی جدایی ناپذیر از ملت عرب است. ما تمام توان خود را تحمل کرده‌ایم… ارتش به ندای مردم برای رهایی از این وحشت پاسخ داده‌است.

رئیس‌جمهور عبدالسلام عارف، 1963.
دولت بعث در نوامبر ۱۹۶۳ بر سر مسئله اتحاد با سوریه (جایی که شاخه رقیب حزب بعث در ماه مارس قدرت را به دست گرفته بود) و رفتار افراطی و غیرقابل کنترل گارد ملی الساعدی فروپاشید. رئیس‌جمهور عارف، با حمایت گسترده ارتش عراق، بعثی‌ها را از دولت پاکسازی کرد و به گارد ملی دستور داد که از قدرت خارج شوند. اگرچه البکر با عارف برای برکناری الساعدی توطئه کرده بود، اما در ۵ ژانویه ۱۹۶۴، عارف البکر را از سمت جدید خود به عنوان معاون رئیس‌جمهور برکنار کرد، زیرا از اینکه حزب بعث بتواند جای پای خود را در دولت خود حفظ کند… در طول مدت کوتاهی که حزب در قدرت بود، مقامات بریتانیایی و اسرائیلی و همچنین نمایندگان شرکت‌های نفتی غربی به‌طور کلی نسبت به بعث بدبین بودند، اما مقامات ایالات متحده از جمله سفیر رابرت سی استرانگ آنچه را ولف هانیکات توصیف می‌کند، داشتند. برداشت «عاشقانه» از توانایی بعثی‌ها برای مدرن کردن عراق، و گزارش‌های مربوط به ظلم و تعصب گارد ملی را به آنچه که لیکلند «گرایش معروف اعراب به اغراق» نامید، نسبت داد. با این حال، پس از کودتای نوامبر، شواهد فزاینده ای از جنایات بعث ظاهر شد و لیکلند "یک پس از مرگ ویرانگر رژیم بعثی" را نوشت که در آن نتیجه گرفت: "انزجار مردمی علیه بعث به این دلیل خاص تا حد زیادی است. قابل توجیه است و بنابراین تأثیر کم و بیش دائمی بر تحولات سیاسی کشور به ویژه بر چشم انداز احیای بعثی خواهد داشت. به همین ترتیب، اسلاگلت‌ها بعثی‌ها را به‌عنوان «تصویر عمیقاً ناپسند» از طریق «اقدامات وحشیانه بی‌مورد» در مقیاسی بدون سابقه قبلی در عراق، از جمله «بعضی از وحشتناک‌ترین صحنه‌های خشونت که تاکنون در میانه پس از جنگ تجربه کرده‌اند» توصیف می‌کنند. شرق": "از آنجایی که تقریباً همه خانواده‌ها در بغداد تحت تأثیر قرار گرفتند و زن و مرد به طور یکسان مورد بدرفتاری قرار گرفتند فعالیت‌های بعثی‌ها درجه ای از نفرت شدید را نسبت به آنها برانگیخت که تا به امروز در بین بسیاری از عراقی‌های آن نسل ادامه یافته‌است."

## ۱۹۶۸
تحت ریاست‌جمهوری عارف و به‌ویژه برادرش عبدالرحمن عارف، ایالات متحده و عراق روابط نزدیک‌تری نسبت به هر زمان دیگری از انقلاب۱۹۵۸ ایجاد کردند. دولت لیندون بی. جانسون پیشنهاد عارف مبنی بر لغو بخشی از ملی کردن مالکیت امتیاز IPC توسط قاسم را در ژوئیه۱۹۶۵ به خوبی دریافت کرد (اگرچه استعفای شش عضو کابینه و مخالفت گسترده مردم عراق او را مجبور به کنار گذاشتن این طرح کرد. و همچنین دوران تصدی عبدالرحمن البزاز وکیل طرفدار غرب به عنوان نخست‌وزیر. بزاز اقدام به پیاده‌سازی یک توافقنامه صلح با شورشیان کرد در پی یک پیروزی کرد قاطع در نبرد کوه هندرین مه1966. رحمان عارف در نظر گرفته شد "یکی از معدود نیروهای معتدل (از این پس به عنوان" عارف "نامیده می‌شود) در عراق، با ایجاد دوستی با سفیر استرانگ قبل از تصدی ریاست جمهوری و انجام تعدادی حرکات دوستانه به ایالات متحده بین آوریل ۱۹۶۶ و ژانویه 1967. به درخواست عارف، رئیس‌جمهور جانسون با پنج ژنرال عراقی ملاقات کرد. نصیر هانی، سفیر عراق در ۲۵ ژانویه ۱۹۶۷ در کاخ سفید، بار دیگر بر «تمایل خود به ایجاد رابطه نزدیک تر بین دو دولت» تأکید کرد. به گفته مشاور امنیت ملی جانسون، والت ویتمن روستو، شورای امنیت ملی حتی در نظر داشت از عارف در یک سفر دولتی به ایالات متحده استقبال کند، اگرچه این پیشنهاد در نهایت به دلیل نگرانی در مورد ثبات دولت او رد شد. پیش از وقوع از جنگ شش روزه، وزیر امور خارجه عراق عدنان پاچهچی با تعدادی از مقامات ایالات متحده ملاقات به بحث در مورد افزایش بحران شرق میانه در تاریخ ۱ژوئن، از جمله سفیر آمریکا در سازمان ملل متحد آرتور گلدبرگ، تحت وزیر امور خارجه در امور سیاسی یوجین وی. روستو، وزیر امور خارجه دین راسک، و شخص رئیس‌جمهور جانسون. جو سیاسی ناشی از شکست پرهزینه اعراب، عراق را بر آن داشت که روابط خود را با ایالات متحده در ۷ ژوئن قطع کند و در نهایت فروپاشی دولت نسبتاً میانه‌رو عارف را تضمین کرد. عارف، مانند برادرش، قبلاً سعی در ایجاد توازن بین عناصر رادیکال و میانه‌رو در عراق داشت، اما این اقدام موازنه با جنگ به هم خورد زیرا عارف برای آرام کردن ملی گرایان در حال رشد عراق، به ویژه با انتصاب مجدد طاهر یحیی به سمت نخست‌وزیری، حرکت کرد. یحیی قصد خود را برای ایجاد یک شرکت ملی نفت در اولین نخست‌وزیری خود در اواخر سال۱۹۶۳ اعلام کرده بود و زمینه را برای شرکت ملی نفت عراق (INOC) فراهم کرد. یحیی در دوره دوم نخست‌وزیری خود از ژوئیه۱۹۶۷ تا ژوئیه۱۹۶۸ برای احیای INOC حرکت کرد و به دنبال همکاری با فرانسه و اتحاد جماهیر شوروی برای توسعه ظرفیت فنی برای ملی کردن کامل IPC بود و متعهد شد که از نفت عراق به عنوان سلاح استفاده کند. در نبرد با اسرائیل».
تا زمانی که اوضاع به خودی خود درست نشود، و تا زمانی که اطلاعات بهتری به دست نیاوریم در بغداد نمایندگی نداریم نمی‌توان گفت که تأثیر کودتای دیشب چه خواهد بود. برداشت اولیه جامعه اطلاعاتی این است که گروه جدید ظاهراً بعثی‌ها دشوارتر از پیشینیان خود خواهند بود، اما در این مرحله هیچ‌کس نمی‌داند که آنها چقدر رادیکال خواهند بود. تا کنون، بیانیه‌های آنها بر اساس معیارهای عراق، خط نسبتاً معتدلی را در پیش گرفته‌است، و وعده اصلاحات اقتصادی، حکومت صادقانه، راه‌حل «عاقلانه» مشکل کردها و اتحاد اعراب در برابر تهدیدهای صهیونیستی و امپریالیستی را داده‌است. از سوی دیگر، اگر این افراد بعثی باشند، تمایل به نزدیک کردن عراق به فتح، سوریه و شوروی خواهد بود.

جان دبلیو فاستر، مسئول شورای امنیت ملی به والت ویتمن روستو، ۱۷ ژوئیه 1968.
در ماه مه ۱۹۶۸، سازمان سیا گزارشی با عنوان «انقلاب راکد» تهیه کرد که در آن اظهار داشت که رادیکال‌های ارتش عراق تهدیدی برای دولت عارف هستند و در حالی که «توازن نیروها به گونه‌ای است که هیچ گروهی احساس قدرت کافی برای برداشتن گام‌های قاطع نمی‌کند. بن‌بست متعاقب آن وضعیتی را ایجاد کرده بود که در آن بسیاری از مسائل مهم سیاسی و اقتصادی به سادگی نادیده گرفته می‌شوند. در ژوئن ۱۹۶۸، بلژیکی‌ها پیامی از وزارت امور خارجه ایالات متحده به مقامات عراقی مخابره کردند که در آن پیشنهاد می‌کرد در صورتی که عراق با جبران خسارت وارده به سفارت و کنسولگری ایالات متحده در اعتراضات قبلی و رعایت سایر شرایط موافقت کند، روابط عادی خود را از سر بگیرند. از جمله پایان دادن به تحریم کالاها و خدمات ایالات متحده توسط عراق که پس از پیروزی اسرائیل در سال ۱۹۶۷ اعمال شد. اگرچه مقامات آمریکایی امیدوار بودند که از کودتا جلوگیری کنند، اما هیچ نشانه ای از واکنش عراق به این پیشروی وجود ندارد. در ۱۷ژوئیه، حزب بعث عراق به رهبری البکر به عنوان رئیس‌جمهور، عبدالرحمن الداود به عنوان وزیر دفاع، و عبدالرزاق النایف به عنوان نخست‌وزیر قدرت را بدون خونریزی به دست گرفت. و عارف با هواپیما به لندن رفت. با یادآوری فروپاشی دولت ائتلافی کوتاه مدت در سال ۱۹۶۳، البکر به سرعت دستور داد نایف و داوود (که هیچ‌کدام بعثی نبودند) از سمت خود برکنار شده و در ۳۰ ژوئیه تبعید شوند، و این امر کنترل حزب بعث را بر آن تثبیت کرد. عراق تا زمان حمله به رهبری آمریکا در مارس ۲۰۰۳. البکر سپس به عنوان نخست‌وزیر و فرمانده کل ارتش منصوب شد. در ۲اوت، وزیر خارجه عراق عبدالکریم شیخلی اعلام کرد که عراق به دنبال روابط نزدیک "با اردوگاه سوسیالیست، به ویژه اتحاد جماهیر شوروی و جمهوری خلق چین" خواهد بود. در اواخر نوامبر، سفارت ایالات متحده در بیروت گزارش داد که عراق بسیاری از ناراضیان چپ و کمونیست را آزاد کرده‌است، اگرچه «هیچ نشانه ای وجود نداشت». هر نقش عمده ای در رژیم به آنها داده شده بود.» از آنجایی که دولت عارف اخیراً یک قرارداد بزرگ نفتی با شوروی امضا کرده بود، تلاش‌های سریع حزب بعث برای بهبود روابط با مسکو شوک کاملی برای سیاست‌گذاران ایالات متحده نبود، اما آنها «نگاهی اجمالی به یک اتحاد استراتژیک ارائه کردند که به زودی پدیدار خواهد شد."

## ۱۹۷۰
تخمین‌ها در مورد اندازه جمعیتی که برای تماشای اجساد آویزان در فاصله هفتاد متری در میدان آزادی که سطح تماس حسی بین بدن مثله‌شده و جرم را افزایش می‌دهد از ۱۵۰۰۰۰ تا ۵۰۰۰۰۰ متغیر است. دهقانان از روستاهای اطراف برای شنیدن سخنرانی‌ها به داخل می‌آمدند. این روند به همراه اجساد به مدت بیست و چهار ساعت ادامه یافت و طی آن رئیس‌جمهور، احمد حسن البکر و تعدادی دیگر از چهره‌های برجسته سخنرانی کردند و فضای کارناوال مانند را تنظیم کردند.
— کنان ماکیه در توصیف اعدام‌های بغداد در سال 1969.
ریچارد نیکسون دولت با بحران اولیه سیاست خارجی که روبرو شد عراق ۹ یهودیان عراقی را به اتهام جاسوسی ساخته در پایان ژانویه سال ۱۹۶۹ اعدام کرد.  دولت نیکسون در ابتدا به دنبال متقاعد آمریکا متحدان که روابط نزدیکی با عراق مانند فرانسه، اسپانیا و هند برای اعمال فشار بر دولت بودند. اما مقامات عراقی پاسخ قاطع داد که از امور داخلی [عراق] دخالت نکنید." ایالات متحده همچنین از یو تانت دبیر کل سازمان ملل خواست تا مداخله کند، اما او نتوانست بر تصمیم بغداد تأثیر بگذارد. وزیر امور خارجه نیکسون، ویلیام پی راجرز، این اعدام‌ها را محکوم کرد و آن را "منفور وجدان جهانیان" دانست، در حالی که چارلز یوست، سفیر ایالات متحده در سازمان ملل، موضوع را به شورای امنیت سازمان ملل رساند و اظهار داشت که اقدامات عراق "برای برانگیختن احساسات و تشدید فضای بسیار انفجاری سوء ظن و خصومت در خاورمیانه طراحی شده‌است." در اوایل سال ۱۹۶۸، بریتانیا قصد خود را برای خروج نیروهای خود از "شرق سوئز" از جمله منطقه خلیج فارس اعلام کرده بود، بنابراین مقامات ایالات متحده را نگران کرد و دولت جانسون را وادار کرد تا آنچه را که به عنوان "سیاست دو ستونه" شناخته می‌شود، تدوین کند."، که در آن ایالات متحده از ایران و عربستان سعودی در تلاش‌های آنها برای حفظ ثبات خلیج فارس حمایت خواهد کرد. دولت نیکسون در نهایت این سیاست را با تمرکز بر ساختن ایران، که در آن زمان توسط دوست قدیمی نیکسون، محمدرضا پهلوی به عنوان قدرت منطقه‌ای مسلط بر آن حکومت می‌کرد، تجدیدنظر خواهد کرد. محمدرضا پهلوی به دولت بعث عراق که آن را «مشتی اراذل و اوباش و قاتل» می‌دانست، بی‌اعتماد بود. به دنبال اقدامات تحریک آمیز عراق در ژانویه ۱۹۶۹، محمدرضا پهلوی به دنبال مجازات عراق، و احتمالاً به دست آوردن حاکمیت جزئی ایران بر آبراه شط العرب که معاهده ۱۹۳۷ تقریباً کنترل کامل آن را به عراق داده بود یک سری اقدامات انجام داد. اقدامات قهری: در اوایل ماه مارس، او ترتیبی داد که متحدان کرد ایران به تأسیسات IPC در اطراف کرکوک و موصل حمله کنند و میلیون‌ها دلار خسارت به عراق وارد کرد. در آوریل، او به‌طور یکجانبه معاهده ۱۹۳۷ را لغو کرد. و در ژانویه۱۹۷۰ از کودتای نافرجام علیه دولت عراق حمایت کرد. محمدرضا پهلوی می‌دانست که بیشتر ارتش عراق در کردستان مستقر است در حالی که سه تیپ دیگر عراقی در اردن مستقر بودند بنابراین عراق در موقعیتی برای تلافی نظامی نبود، اما او پیشنهاد کرد در ازای آن، تدارکات به کردها را قطع کند. برای امتیازات در شط، پیشنهادی که عراق رد کرد. ز
اقدامات تهاجمی عراق را متقاعد کرد که به دنبال پایان دادن به جنگ کردها باشد. در اواخر دسامبر ۱۹۶۹، البکر معاون خود صدام حسین را برای مذاکره مستقیم با رهبر کرد مصطفی بارزانی و دستیار نزدیکش دکتر محمود عثمان فرستاد. محمدرضا پهلوی وقتی از این مذاکرات مطلع شد، خشمگین شد و از کودتا علیه دولت عراق حمایت کرد که قرار بود در شب ۲۰ و ۲۱ ژانویه۱۹۷۰ برگزار شود. با این حال، نیروهای امنیتی عراق "ضبط کاملی از اکثر ملاقات‌ها و مصاحبه‌های انجام شده" داشتند، طرح را خنثی کردند، سفیر ایران در عراق را اخراج کردند، و "حداقل ۳۳ توطئه گر" را تا ۲۳ ژانویه اعدام کردند. در ۲۴ ژانویه عراق حمایت خود را از خودمختاری کردستان اعلام کرد و در ۱۱مارس، صدام و بارزانی به توافقی (موسوم به "توافق مارس") "برای به رسمیت شناختن شخصیت دو ملیتی عراق دست یافتند." [و] اجازه ایجاد یک منطقه خودمختار کردستان را می‌دهد» که قرار بود تا مارس ۱۹۷۴ اجرا شود، اگرچه مقامات ایالات متحده تردید داشتند که این توافق الزام‌آور باشد. 
ادعاهایی مبنی بر دست داشتن آمریکا در کودتای نافرجام سال ۱۹۷۰ وجود داشت که در آن ائتلافی از جناح‌های عراقی، از جمله مخالفان کرد حزب بعث مشارکت داشت. ادموند غریب ادعا کرد که سیا برای کمک به کردها برای سرنگونی دولت عراق در اوت۱۹۶۹ به توافقی دست یافت، اگرچه شواهد کمی برای تأیید این ادعا وجود دارد، و افسر سیا مسئول عملیات در عراق و سوریه در سال ۱۹۶۹ "هر گونه دخالت ایالات متحده را رد کرد. با کردها قبل از ۱۹۷۲" وزارت امور خارجه در ۱۵ اوت توسط تاجر عراقی لوفتی عبیدی از این طرح مطلع شد، اما به شدت از ارائه هرگونه کمکی خودداری کرد. سعد جبر تبعیدی عراقی در ۸ دسامبر با مقامات سفارت ایالات متحده در بیروت دربارهٔ برنامه‌ریزی کودتا گفتگو کرد. مقامات سفارت بار دیگر تأکید کردند که ایالات متحده نمی‌تواند خود را در این توطئه دخیل کند، اگرچه در ۱۰ دسامبر وزارت امور خارجه به سفارت اجازه داد تا به جابر بگوید «ما آماده بررسی از سرگیری سریع روابط دیپلماتیک خواهیم بود و مطمئناً آماده همکاری در چارچوب محدودیت‌های موجود خواهیم بود. قوانین موجود و سیاست کلی ما» اگر «دولت جدید ثابت کند [d] میانه‌رو و دوستانه است.» در اواخر اوت ۱۹۷۰، سیا از توطئه دیگری برای سرنگونی حکومت بعثی که توسط مخالفان شیعه سازماندهی می‌شد، مطلع شد.

## ۱۹۷۲–۱۹۷۵
پس از توافق مارس، مقامات ایران و اسرائیل تلاش کردند تا دولت نیکسون را متقاعد کنند که این توافق بخشی از توطئه شوروی برای آزاد کردن ارتش عراق برای تجاوز به ایران و اسرائیل است، اما مقامات آمریکایی با اشاره به اینکه عراق این ادعاها را رد کردند. در ۲۳ مارس ۱۹۷۰ پاکسازی اعضای ICP را از سر گرفت و صدام در سفرش به مسکو در ۴ تا ۱۲ اوت با استقبال «سرد» مواجه شد و طی آن وی درخواست تعویق بدهی خارجی قابل توجه عراق را کرد.  روابط عراق و شوروی به سرعت در اواخر ۱۹۷۱ در پاسخ به اتحاد رو به وخامت اتحاد جماهیر شوروی با رهبر مصر بهبود انور سادات، که ناصر در تاریخ ۲۸ سپتامبر ۱۹۷۰. موفق پس از مرگ دومی  با این حال، حتی پس از عراق امضا یک قرارداد مخفیانه تسلیحاتی با شوروی در سپتامبر ۱۹۷۱، که در جریان سفر دسامبر آندری گرچکو وزیر دفاع شوروی به بغداد نهایی شد و «کل کمک‌های نظامی شوروی به عراق را به بیش از ۷۵۰میلیون دلار رساند»، وزارت امور خارجه همچنان بدبین بود. عراق هر گونه تهدیدی برای ایران به‌شمار می‌رود. در ۹ آوریل ۱۹۷۲، الکسی کوسیگین، نخست‌وزیر شوروی، «پیمان دوستی و همکاری ۱۵ ساله» را با البکر امضا کرد، اما مقامات ایالات متحده از این تحول «در ظاهر آشفته» نشدند، زیرا، طبق برای کارکنان شورای امنیت ملی، این «غافلگیرکننده یا ناگهانی» نبود، بلکه اوج روابط موجود بود.
گفته می‌شود که نیکسون در ابتدا مشغول دنبال کردن سیاست تنش زدایی خود با اتحاد جماهیر شوروی و اجلاس سران مسکو در ماه مه۱۹۷۲ بود، اما بعداً در سفر ۳۰ تا ۳۱ مه خود به تهران به دنبال کاهش نگرانی‌های محمدرضا پهلوی در مورد عراق بود. نیکسون در دیدار ۳۱ ماه مه با محمدرضا پهلوی، متعهد شد که ایالات متحده «دوستان [خود] را ناامید نخواهد کرد» و قول داد که برای مقابله با توافق اتحاد جماهیر شوروی، تسلیحات پیشرفته (از جمله F-14 و F-15) به ایران ارائه دهد. برای فروش جت‌های Mig-23 عراق. به گفته مشاور امنیت ملی نیکسون و بعدها وزیر امور خارجه، هنری کیسینجر، و بسیاری از دانشمندان، نیکسون همچنین با انجام عملیات مخفیانه برای کمک به شورشیان کرد بارزانی در تهران موافقت کرد. (بارزانی پس از سوء قصد به قتل پسرش ادریس در دسامبر۱۹۷۰ که حزب بعث را مسئول آن می‌دانست، اتحاد خود با ایران و اسرائیل را از سر گرفته بود) با این حال، هیچ گزارش رسمی مبنی بر وقوع این اتفاق وجود ندارد، با تنها سابقه ای که نیکسون این عملیات را تأیید کرد، یادداشت اول اوت کیسینجر به ۴۰ رئیس کمیته بود. بنابراین قابل قبول است که دو عامل دیگر در نهایت نیکسون را متقاعد کرد که علیرغم مخالفت گسترده با حمایت از کردها در وزارت امور خارجه و سیا، این عملیات را تأیید کند: ملی کردن کامل IPC توسط عراق در ۱ژوئن، پس از آن که عراق صادرات نفت از رمیلا شمالی را آغاز کرد. اتحاد جماهیر شوروی در آوریل؛ و خروج ۱۵۰۰۰ پرسنل نظامی شوروی در ۱۸ ژوئیه از مصر، که معاون کیسینجر، ژنرال الکساندر هیگ، جونیور، در ۲۸ ژوئیه پیش‌بینی کرد «احتمالاً منجر به تلاش‌های شدید شوروی در عراق خواهد شد.»
از اکتبر۱۹۷۲ تا پایان ناگهانی مداخله کردها پس از مارس ۱۹۷۵، سیا «نزدیک به ۲۰ میلیون دلار کمک، از جمله ۱۲۵۰ تن تسلیحات غیرقابل انتساب، به کردها ارائه کرد.» هدف اصلی سیاستگذاران ایالات متحده افزایش توانایی کردها برای مذاکره در مورد توافقنامه خودمختاری منطقی با دولت عراق بود. برای توجیه این عملیات، مقامات آمریکایی به حمایت عراق از تروریسم بین‌المللی و تهدیدهای مکرر آن علیه کشورهای همسایه، از جمله ایران (جایی که عراق از بلوچ‌ها و جدایی‌طلبان عرب علیه محمدرضا پهلوی حمایت می‌کرد) و کویت (عراق حمله غیرقانونی به مرز کویت را انجام داد) استناد کردند. پست و ادعای جزایر کویتی وربه و بوبیان را در ماه مه ۱۹۷۳ کرد)، با هیگ اظهار داشت: «شکی نیست که دیدن بعثی‌ها به نفع ما، متحدانمان و سایر دولت‌های دوست در منطقه است. رژیم در عراق تعادل خود را حفظ کرد و در صورت امکان سرنگون شد.» پس از استعفای نیکسون در آگوست ۱۹۷۴، رئیس‌جمهور جرالد فورد در مورد مداخله کردها بر اساس «نیاز به دانستن» اطلاعاتی دریافت کرد با ترک کیسینجر، رئیس سابق سیا و سفیر سیا در ایران، ریچارد هلمز، آرتور کالاهان (رئیس) از ایستگاه سیا در تهران) و معاون کالاهان برای اجرای واقعی سیاست ایالات متحده. برای جلوگیری از نشت، وزارت امور خارجه از این عملیات مطلع نشد. در واقع، وزارت امور خارجه آرتور لوری را برای ایجاد یک بخش منافع ایالات متحده در بغداد کمی قبل از تصمیم نیکسون برای حمایت از کردها اعزام کرده بود. بخش منافع رسماً در ۱ اکتبر۱۹۷۲ افتتاح شد. لوری بارها هشدار داد که جنگ قدرت بین میانه‌روها و افراطی‌ها در داخل حزب بعث عراق وجود دارد و موضع تهاجمی محمدرضا پهلوی نسبت به عراق، همراه با بعث. اعتقاد حزب مبنی بر اینکه ایالات متحده به دنبال سرنگونی آن است، به تندروها قدرت داد و در عین حال عراق را وادار کرد تا برای تأمین تسلیحات به سمت اتحاد جماهیر شوروی روی بیاورد. هلمز و سیا تحلیل لوری و پیشنهاد او مبنی بر تلاش ایالات متحده برای بهبود روابط با عراق را رد کردند و هلمز گفت: "[ما] صریحاً شک داریم که در عمل می‌توانیم بدون ایجاد دشمنان افراطی خود به میانه‌روها کمک کنیم." سیا از این هم فراتر رفت و گزارشی تهیه کرد که هشدار داد «سطح خشونت سیاسی بسیار بالاست این یک وضعیت خوشحال است و نه یک دولت خوشحال برای ایالات متحده به تلاش برای انجام کسب و کار با است." پس از یک کودتای نافرجام در تاریخ ۳۰ ژوئن۱۹۷۳، صدام کنترل بر عراق تثبیت و ساخته شده و تعدادی از حرکات مثبت نسبت به ایالات متحده و غرب، مانند امتناع از شرکت در تحریم نفت به رهبری عربستان سعودی پس از جنگ یوم کیپور، اما این اقدامات تا حد زیادی در واشینگتن نادیده گرفته شد.
در ۱۱ مارس۱۹۷۴، دولت عراق ۱۵روز به بارزانی مهلت داد تا قانون جدید خودمختاری را بپذیرد، که «بسیار کمتر از آنچه رژیم در ۱۹۷۰ به کردها وعده داده بود، از جمله مطالبات طولانی مدت مانند سهم متناسب از درآمد نفت و… گنجاندن شهر نفت خیز و از نظر فرهنگی مهم کرکوک در منطقه خودمختار» و «به رژیم بر هر قانون کردی حق وتو داد». بارزانی اجازه داد تا ضرب الاجل به پایان برسد، و باعث آغاز جنگ دوم عراق و کرد در آوریل شد. اگرچه سیا «۹۰۰۰۰۰ پوند اسلحه و مهمات کوچک غیرقابل انتساب» را برای آماده شدن برای این حادثه انباشته کرده بود، کردها به دلیل کمبود سلاح‌های ضدهوایی و ضد تانک در موقعیت ضعیفی قرار داشتند. علاوه بر این، مستشاران شوروی در تغییر تاکتیک‌های عراق نقش داشتند که به‌طور قاطع مسیر جنگ را تغییر داد و به ارتش عراق این امکان را داد که در نهایت در جایی که در گذشته شکست خورده بود، به دستاوردهای ثابتی در برابر کردها دست یابد. برای جلوگیری از فروپاشی مقاومت کردها، کیسینجر معامله ای با اسرائیل برای ارائه ۲۸ میلیون دلار تسلیحات سنگین به کردها انجام داد، اما همه کمک‌ها بلافاصله پس از اینکه محمدرضا پهلوی و صدام یکدیگر را در یک کنفرانس مطبوعاتی در آغوش گرفتند، به‌طور ناگهانی پایان یافت. در الجزیره در ۶ مارس۱۹۷۵: صدام با امتیازی در مرز آبراه شط العرب در ازای پایان دادن به «همه نفوذ خرابکارانه از هر طرف» موافقت کرده بود. دخالت آشکار فزاینده ایران که برای جلوگیری از شکست کردها ضروری است از جمله حضور سربازان ایرانی با لباس کردی که هر بار به مدت ۱۰ روز در نبرد شرکت می‌کردند، بنابراین این احتمال را افزایش می‌دهد که بیشتر تشدید تنش ممکن است به «جنگ علنی» بین ایران و عراق منجر شود همراه با تضمین‌های رهبران عرب از جمله سادات، ملک حسین و هواری بومدین الجزایر مبنی بر اینکه «صدام حسین آماده بود تا عراق را از مدار شوروی خارج کند اگر ایران بخواهد». [شورش کردها] را که آنها را به آغوش شوروی سوق می‌داد، از بین ببرند» همچنین به محمدرضا پهلوی کمک کرد که توافق با عراق ضروری و مطلوب است. پس از آن، بیش از ۱۰۰۰۰۰ کرد به ایران گریختند، در حالی که دولت عراق به طرز وحشیانه ای کنترل خود را بر کردستان عراق تثبیت کرد تا سال ۱۹۷۸ بیش از ۱۴۰۰ روستا را ویران کرد، ۶۰۰ هزار کرد را در نسل‌کشی علیه کردها در سال ۱۹۸۸ اردوگاه‌های اسکان مجدد زندانی کرد و کمپین‌های اسکان مجدد را به راه انداخت.
تحقیقات فاش شده کنگره به رهبری اوتیس پایک و مقاله نیویورک تایمز در ۴ فوریه۱۹۷۶ که توسط ویلیام سفایر نوشته شده بود، به شدت بر تحقیقات بعدی در مورد انجام مداخله کردها تأثیر گذاشته‌است. در نتیجه، این باور عمومی وجود دارد که مقامات آمریکایی بارزانی را وادار کردند که پیشنهاد اولیه دولت عراق برای خودمختاری را رد کند، بدبینانه با «فروش» کردها به دستور محمدرضا پهلوی موافقت کرد، از ارائه هرگونه کمک بشردوستانه برای آوارگان کرد خودداری کرد. و به «نامه ای دلخراش» که بارزانی در ۱۰ مارس۱۹۷۵ برای کیسینجر ارسال کرد، پاسخ نداد و در آن اعلام کرد: جنبش و مردم ما به شکلی باورنکردنی با سکوت همه نابود می‌شوند. در واقع، اسناد از طبقه‌بندی خارج شده نشان می‌دهد که مقامات ایالات متحده به بارزانی در مورد پیشنهاد او برای اعلام خودمختاری به‌طور یکجانبه هشدار داده‌اند، زیرا می‌دانستند که انجام این کار باعث تحریک دولت عراق می‌شود، حتی اگر هدف از تجزیه دائم عراق و حفظ یک دولت خودمختار کردستان مستلزم اقدامات گسترده‌ای باشد. منابع ناسازگار با انکار قابل قبول با این حال، بارزانی هرگز نمی‌توانست «قانون خودمختاری کم‌آب شده» عراق را بپذیرد، زیرا با مفاد قرارداد مارس سازگار نبود و خواسته‌های برجسته کردها را نادیده می‌گرفت. «فروختن» محمدرضا پهلوی، مقامات آمریکایی و اسرائیلی و همچنین مشاوران خود را کور کرد. کیسینجر شخصاً محمدرضا پهلوی را علیه دستیابی به هرگونه توافقی با عراق لابی کرده بود و منطق "تجارت [تجارت] یک دارایی اجباری ارزشمند را زیر سوال برد. برای یک امتیاز محدود مرزی»  ایالات متحده یک میلیون دلار کمک به آوارگان کرد ارائه کرد و در ۱۷ مارس، کیسینجر به نامه بارزانی پاسخ داد: «ما می‌توانیم درک کنیم که تصمیمات دشواری که اکنون مردم کرد با آن روبرو هستند. باعث ناراحتی عمیق آنها می‌شود. ما از شجاعت و وقاری که آن مردم با آزمایش‌های زیادی روبرو شده‌اند، تحسین می‌کنیم و دعای ما با آنهاست.»  حالی که نه ایران و نه ترکیه حاضر نیستند اجازه دهند از قلمرو خود برای حمایت از کردها استفاده شود. آمریکا و اسرائیل مجبور به ترک کمک کنند. با توجه به گیبسون، "پایک گزارش حقایق ناخوشایند نادیده گرفته؛ نقل قول‌های نادرست؛ به دروغ ایالات متحده را به عدم ارائه هیچ گونه کمک بشردوستانه به کردها متهم کرد. و در نهایت، ادعا کرد که کیسینجر به درخواست غم‌انگیز بارزانی پاسخ نداده‌است، در حالی که او در واقع… این «مورد کتاب درسی خیانت و دزدی» نبود که گزارش پایک بسیاری از مردم را به آن واداشته بود.» گیبسون اذعان می‌کند که دخالت ایالات متحده خودخواهانه بود و «منافع جنگ سرد آمریکا را پیش برد، هرچند نه کاملاً به قیمت کردها.» ژوست هیلترمن تحلیلی متضاد ارائه می‌دهد: «تبرئه نباید بدون صلاحیت باشد. کیسینجر فقط در حدی به کردها اهمیت می‌داد که می‌توانستند در راستای منافع ایالات متحده از آنها استفاده کنند و مطمئناً دیر یا زود آنها را رها می‌کرد.»

## ۱۹۷۹
جورج کیو، افسر دیرینه سیا، در ۱۵ اکتبر ۱۹۷۹ با عباس امیرانتظام، معاون نخست‌وزیر ایران و ابراهیم یزدی، وزیر امور خارجه ایران، به عنوان بخشی از روابط اشتراک اطلاعات مورد تأیید هارولد ساندرز، دستیار وزیر امور خارجه در امور خاور نزدیک، ملاقات کرد. این قبل از شروع بحران گروگان‌گیری ایران در ۴ نوامبر بود. کیو به مارک جی. گاسیوروفسکی گفت که او «به رهبران ایران در مورد تدارک تهاجم عراق هشدار داد و به آنها گفت که چگونه می‌توانند این آمادگی‌ها را زیر نظر داشته باشند و در نتیجه اقداماتی برای مقابله با آنها انجام دهند.» با این حال، در حالی که انتظام و یزدی گزارش کیو از این جلسه توجیهی را تأیید کردند، به نظر می‌رسد هیچ‌یک از این دو مرد این اطلاعات را با دیگر مقامات ایرانی در میان نگذاشته‌اند، شاید از ترس اینکه رابطه‌شان با یک افسر سیا سوء تعبیر شود. عمدتاً به دلیل پاکسازی‌های گسترده نیروهای مسلح پس از انقلاب، ایران در واقع برای تهاجم عراق به ایران در سپتامبر ۱۹۸۰ کاملاً آماده نبود. صحت اطلاعات زیربنایی حمایت کننده از هشدار کیو، و پیامدهای آن در رابطه با ادعاهایی مبنی بر اینکه ایالات متحده به صدام «چراغ سبز» برای حمله به ایران داده‌است، مورد بحث قرار گرفته‌است. گاسیوروفسکی مدعی شد که «اگر رهبران ایران بر اساس اطلاعات ارائه شده در جلسات توجیهی کیو عمل می‌کردند. جنگ وحشیانه هشت ساله جنگ ایران و عراق شاید هرگز رخ نمی‌داد.»

## ۱۹۸۲
در ۲۷ جولای سال ۱۹۸۲، دولت ریگان توماس توییتون وارد بغداد کرد برای به اشتراک گذاشتن تصاویر ماهواره ای سازمان سیا در تحرکات نظامی ایران با عراق. این «اولین تدارک اطلاعاتی ایالات متحده به عراق» در طول جنگ ایران و عراق بود و بحث کوتاهی را در مورد اینکه آیا عراق حضور سیا در این کشور را تحمل می‌کند یا خیر، برانگیخت: «بارزان تکریتی»، رئیس «مخبرات» در توئیتر گفت: «جهنم را بیرون کنید. از عراق، اما اطلاعات ارتش عراق که قبلاً در مورد آن غوطه ور شده بود و بارها گفته بود که چقدر ارزشمند است متعاقباً به توتون اطلاع داد: «ما به بررسی اطلاعات شما ادامه خواهیم داد و ارزیابی خواهیم کرد که آیا این اطلاعات برای شما مفید است یا خیر. ما به هر طریقی.» این اطلاعات ممکن است نقش مهمی در جلوگیری از تهاجم ایران به عراق در سال ۱۹۸۲ داشته باشد. به گزارش توییتون: «یکی از افسران ما حدود سه سال پیش با یکی از افسران اطلاعات ارتش عراق در کردستان ملاقات کرد. او گفت که اطلاعاتی که ما در اختیار آنها قرار دادیم همه چیز را تغییر داد. از فروپاشی عراق جلوگیری کرد.»

## ۱۹۸۴
در سال ۱۹۸۴، سیا یک «رابط اطلاعاتی رسمی» با مخبرات ایجاد کرد که اطلاعاتی را در مورد گروه‌های تروریستی از جمله سازمان ابونضال در اختیار سیا قرار داد. با این حال، بین ارائه اطلاعات سیا به مخبرات و دریافت و تجزیه و تحلیل اطلاعات توسط ارتش عراق تأخیر وجود داشت که منجر به غیرقابل اجرا شدن بسیاری از آنها شد؛ بنابراین، سیا در نهایت به‌طور مستقیم با اطلاعات نظامی عراق شروع به کار کرد و از این طریق اهرم خود را بر تروریسم مورد حمایت عراق نفی کرد.

## ۱۹۹۱
سیا درعملیات سپر صحرا وعملیات طوفان صحرا از ارتش ایالات متحده پشتیبانی اطلاعاتی کرد.
حماسه محمد عبدالله شاهوانی بخش ناشناخته ای از داستان عراق را نشان می‌دهد تلاش سیا برای بسیج افسران عراقی [علیه رژیم حسین]. درمرکز، شاهوانی، سنی اهل موصل ویک فرمانده کاریزماتیک بود که در۱۹۸۴ با حمله هلیکوپتری به نیروهای ایرانی در بالای کوهی در کردستان عراق شهرت خود را به دست آورد. محبوبیت او را برای صدام حسین خطرناک کرد و در ۱۹۸۹ دستگیر و بازجویی شد. او در می۱۹۹۰، درست قبل از حمله عراق به کویت، از کشور گریخت.» در سال ۱۹۹۱، شاهوانی تلاش‌هایی را برای سازماندهی یک کودتای نظامی با استفاده از اعضای سابق نیروهای ویژه که حسین آنها را منحل کرده بود، آغاز کرد.

## ۱۹۹۲

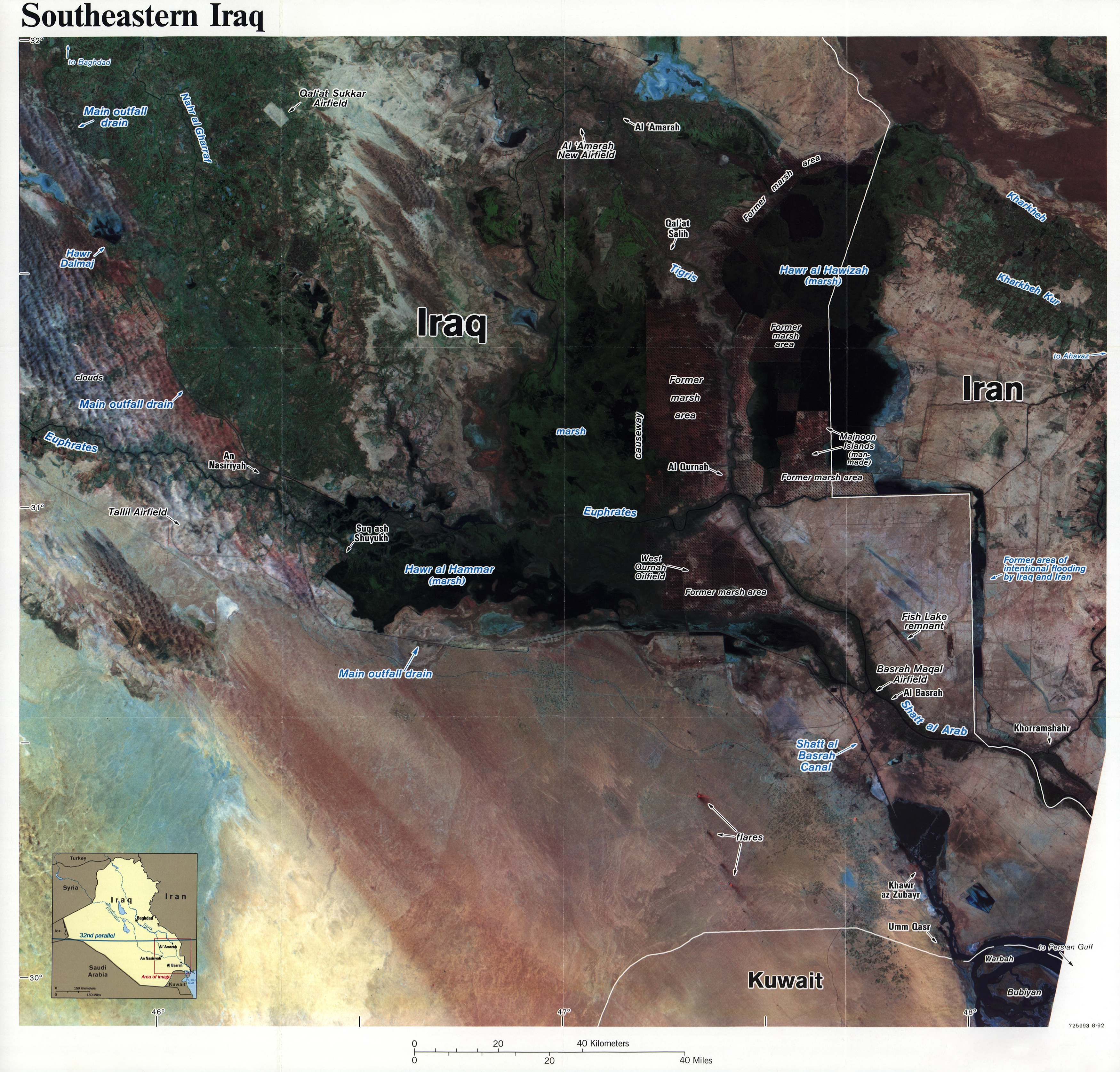
نقشه مکان های استراتژیک با تصاویر ماهواره ای شناسایی شده است.

پس از جنگ خلیج فارس، سیا اقداماتی را برای اصلاح کاستی‌های شناسایی شده در طول جنگ خلیج فارس و بهبود حمایت خود از ارتش ایالات متحده انجام داد و ارتباطات خود را با فرماندهان اصلی ارتش ایالات متحده آغاز کرد. در سال ۱۹۹۲، سیا دفتر امور نظامی (OMA) را برای تقویت همکاری و افزایش جریان اطلاعات بین سیا و ارتش ایجاد کرد. OMA زیرمجموعه معاون مدیر اطلاعات مرکزی برای پشتیبانی نظامی است و به‌طور مشترک توسط افسران سیا از تمام ادارات و پرسنل نظامی از همه سرویس‌ها کار می‌کند.
به گفته مقامات سابق اطلاعاتی ایالات متحده با مصاحبه نیویورک تایمز، سیا به‌طور غیرمستقیم از یک کمپین بمب‌گذاری و خرابکاری بین سال‌های ۱۹۹۲ تا ۱۹۹۵ در عراق که توسط شورشیان پیمان ملی عراق به رهبری ایاد علاوی انجام شد، حمایت کرد. این کارزار هیچ تأثیر آشکاری در سرنگونی حکومت صدام حسین نداشت.
به گفته رابرت بائر، افسر سابق سیا، گروه‌های شورشی مختلف در آن زمان تلاش می‌کردند حسین را بیرون کنند. هیچ سوابق عمومی از کمپین سیا وجود ندارد و مقامات سابق ایالات متحده گفتند که خاطرات آنها در بسیاری از موارد ناقص و در برخی موارد متناقض است. اما اینکه آیا این بمب‌گذاری‌ها واقعاً باعث کشته شدن غیرنظامیان شده‌است، نمی‌توان تأیید کرد، زیرا همان‌طور که یکی از مقامات سابق سیا گفت، ایالات متحده در آن زمان هیچ منبع اطلاعاتی مهمی در عراق نداشت. در سال ۱۹۹۶، آمنه الخادمی، که خود را سازنده اصلی بمب برای توافق ملی عراق توصیف می‌کرد، نوار ویدئویی ضبط کرد که در آن از کمپین بمب‌گذاری صحبت می‌کرد و از کمبود پول و تدارکات شکایت کرد. دو افسر سابق اطلاعاتی وجود این نوار ویدئویی را تأیید کردند. آقای خادمی گفت که «ما یک ماشین را منفجر کردیم و قرار بود ۲۰۰۰ دلار بگیریم» اما همان‌طور که در سال ۱۹۹۷ روزنامه انگلیسی ایندیپندنت که نسخه ای از نوار ویدئویی را به دست آورده بود، فقط ۱۰۰۰ دلار گرفت. این کمپین توسط دکتر ایاد علاوی، کارمند سیا، شد،[۲] که بعداً توسط ائتلاف به رهبری ایالات متحده که در سال۲۰۰۳ به عراق حمله کرد، به عنوان نخست‌وزیر موقت منصوب شد.

## ۱۹۹۳
سیا با حمایت مالی از سازمان‌های کردی، برای ایجاد یک آژانس اطلاعاتی جدید تحت رهبری کردها در عراق به نام آسایش (کردی به معنای «امنیت») کار کرد.

## ۱۹۹۴
پس از سرنگونی صدام در ۲۰۰۳، منابع آمریکایی و عراقی گزارشی از استراتژی ناموفق سرنگونی صدام با کودتا در دهه۱۹۹۰ ارائه کردند، تلاشی که بنا بر گزارش‌ها در سازمان سیا با نام رمزی «دباچیل» شناخته می‌شود.
بر اساس گزارش واشینگتن پست، سیا یک رئیس جدید بخش خاور نزدیک خود به نام استفان ریشتر را منصوب کرد که تصور می‌کرد بخش‌های زیادی از ارتش عراق ممکن است از کودتا پشتیبانی کند. یک تیم با ژنرال ملاقات کرد. محمد عبدالله شوانی، فرمانده سابق نیروهای ویژه عراق و یک ترکمن اهل موصل. در حالی که سیا در حال تهیه نقشه‌های خود بود، انگلیسی‌ها آژانس را تشویق کردند تا با یک تبعیدی عراقی باتجربه به نام ایاد علوی، که رهبری شبکه ای از افسران ارتش فعلی و سابق عراق و عوامل حزب بعث را به عهده داشت، به نام ویفق، که کلمه عربی به معنای اعتماد است، تماس بگیرد."

## ۱۹۹۶
سیا در کودتای نافرجام ۱۹۹۶ علیه صدام حسین نقش داشت.

## ۲۰۰۲
تیم‌های شبه نظامی بخش فعالیت‌های ویژه سیا اولین تیم‌هایی بودند که در ژوئیه ۲۰۰۲ وارد عراق شدند. هنگامی که روی زمین قرار گرفتند، فضای نبرد را برای ورود بعدی نیروهای نظامی ایالات متحده آماده کردند. سپس تیم‌های SAD با نیروهای ویژه ارتش ایالات متحده (در تیمی به نام عنصر رابط شمال عراق یا NILE) ترکیب شدند. این تیم پیشمرگه‌های کرد را برای تهاجم بعدی به رهبری ایالات متحده سازماندهی کرد. آنها با هم متحد شدند تا انصارالاسلام، متحد القاعده را شکست دهند. اگر این نبرد به اندازه قبل موفق نبود، در حمله بعدی به ارتش صدام، یک نیروی متخاصم قابل توجهی در پشت نیروهای آمریکایی/کردی وجود داشت. طرف ایالات متحده توسط افسران عملیات شبه نظامی از SAD/SOG و گروه ۱۰ نیروی ویژه ارتش انجام شد.
تیم‌های SAD همچنین ماموریت‌های شناسایی ویژه با خطر بالا را در پشت خطوط عراق برای شناسایی اهداف ارشد رهبری انجام دادند. این مأموریت‌ها منجر به حملات اولیه علیه صدام حسین و ژنرال‌های کلیدی او شد. اگرچه حمله اولیه علیه حسین در کشتن دیکتاتور ناموفق بود، اما در پایان دادن مؤثر به توانایی او در فرماندهی و کنترل نیروهایش موفق بود. حملات دیگر علیه ژنرال‌های کلیدی موفقیت‌آمیز بود و به‌طور قابل توجهی توانایی فرماندهی را برای واکنش و مانور در برابر نیروهای متجاوز تحت رهبری ایالات متحده کاهش داد.
ترکیه عضو ناتو اجازه استفاده از قلمرو خود توسط لشکر چهارم پیاده‌نظام ارتش ایالات متحده برای تهاجم را رد کرد. در نتیجه، تیم‌های مشترک SAD، نیروهای ویژه ارتش آمریکا و پیشمرگه‌های کرد کل نیروی شمالی در برابر ارتش صدام در طول تهاجم بودند. تلاش آنها سپاه یکم و پنجم ارتش عراق را برای دفاع در برابر کردها به جای حرکت آنها برای رقابت با نیروی ائتلافی که از جنوب می‌آمد، حفظ کرد. این ترکیب عملیات ویژه ایالات متحده و نیروهای کردی ارتش صدام را کاملاً شکست داد، که یک موفقیت بزرگ نظامی، مشابه پیروزی بر طالبان در افغانستان بود. چهار نفر از اعضای تیم SAD/SOG به دلیل «اقدامات قهرمانانه» خود، ستاره نادر اطلاعاتی سیا را دریافت کردند.

## ۲۰۰۳
اطلاعات ایالات متحده در مورد سلاح‌های کشتار جمعی عراق (WMD) کانون بررسی‌های شدید در نوشته‌های زمانی متوالی ایالات متحده با مقاومت در عراق بوده‌است.
ریچارد کر، یک کهنه سرباز ۳۲ ساله سیا که سه سال به عنوان معاون مدیر اطلاعات خدمت کرد، مأمور بررسی تحلیل سازمانی دربارهٔ ادعاهای تسلیحات کشتار جمعی عراق شد و مجموعه ای از گزارش‌ها را تهیه کرد که یکی از آنها طبقه‌بندی نشده‌است. کر به رابرت دریفوس روزنامه‌نگار گفت که تحلیلگران سیا از دولت بوش ترسیده‌اند و گفت: «تعداد زیادی از تحلیل‌گران معتقد بودند که تحت فشار قرار می‌گیرند تا به نتایج خاصی برسند. من با افراد زیادی صحبت کردم که گفتند: «سؤالات تکراری زیادی وجود داشت. از ما خواسته شده بود که آنچه را که می‌گفتیم توجیه کنیم. مطمئناً افرادی بودند که احساس می‌کردند از شواهدی که در اختیار داشتند، تحت فشار قرار می‌گیرند.» در مصاحبه ای در ۲۶ ژانویه ۲۰۰۶، ریچارد کر اذعان کرد که این امر منجر به تضاد آشکار بین برخی در سیا و کاخ سفید بوش شده‌است و گفت: «درزها و بحث‌های خارج از آنچه که من به نظر من سطح مناسبی است بیشتر از من بوده‌است.» قبلاً دیده‌ام و من فکر می‌کنم که فقدان انضباط یک مشکل واقعی است. فکر نمی‌کنم یک سازمان اطلاعاتی بتواند علیه سیاست یا سیاست‌گذار دست به سلاح بزند. من فکر می‌کنم که این کار نمی‌کند، و نمی‌ماند.»
شواهدی که علیه عراق برنامه کشتار جمعی داشت شامل اطلاعاتی از افسر سیا والری پلیم بود که در ستون روزنامه واشینگتن پست در ۱۴ ژوئیه ۲۰۰۳ توسط رابرت نواک، علناً به عنوان «یک آژانس عامل سلاح‌های کشتار جمعی» معرفی شد. شوهر پلیم، سفیر جوزف سی. ویلسون چهارم، توسط سیا به کشور آفریقایی نیجر فرستاده شده بود تا ادعاهایی مبنی بر اینکه عراق قصد خرید کیک زرد اورانیوم از این کشور را دارد، که در سخنرانی رئیس‌جمهور جورج دبلیو بوش در سال ۲۰۰۳ در مورد وضعیت اتحادیه گنجانده شده بود را بررسی کند. از انجام یک جنگ پیشگیرانه علیه عراق حمایت می‌کند. تحقیقات عراق ۲۰۰۷ را برای عواقب این ادعاها و افشاگری در مورد آنها ببینید.
کنت پولاک، کارشناس سابق شورای امنیت ملی در عراق، که عموماً از استفاده از زور برای برکناری صدام حسین حمایت می‌کرد، به سیمور هرش گفت که آنچه دولت بوش انجام داد این بود.
«... فرایند فیلترینگ موجود را که به مدت پنجاه سال مانع از دستیابی سیاستگذاران به اطلاعات بد شده بود، برچید. آنها سیستم‌هایی را ایجاد کردند تا اطلاعات مهم را مستقیماً به رهبری عالی برسانند. پولاک گفت. آنها همیشه اطلاعاتی برای پشتیبانی از افکار عمومی خود داشتند، اما اغلب اطلاعات بسیار بدی بودند."
برخی از اطلاعات مورد استفاده برای توجیه تهاجم آمریکا به عراق از یک خبرچین بی‌اعتبار با اسم رمز «بیس بال» توسط سیا بود که به دروغ ادعا کرد که به عنوان مهندس شیمی در کارخانه ای کار می‌کرده‌است که آزمایشگاه‌های متحرک تسلیحات بیولوژیکی را به عنوان بخشی از سلاح‌های عراقی تولید می‌کند. برنامه کشتار جمعی علیرغم هشدارهای سازمان اطلاعات فدرال آلمان به سیا در مورد صحت ادعاهای وی، آنها در سخنرانی پرزیدنت بوش در۲۰۰۳ و ارائه بعدی کالین پاول به شورای امنیت سازمان ملل متحد گنجانده شدند.

### دستگیری صدام حسین
مأموریتی که صدام حسین را دستگیر کرد «عملیات طلوع سرخ» نام داشت. این توسط تیم‌های دلتا نیروی JSOC و تیم‌های SAD/SOG (با هم به نام گروه ضربت ۱۲۱) برنامه‌ریزی و اجرا شد. این عملیات در نهایت شامل حدود ۶۰۰ سرباز از تیپ ۱ لشکر ۴ پیاده‌نظام بود. تعداد نیروهای عملیات ویژه احتمالاً حدود ۴۰ نفر بود. بیشتر تبلیغات و اعتبار این دستگیری به سربازان لشکر ۴ پیاده‌نظام تعلق گرفت، اما CIA و JSOC نیروی محرکه بودند. رابرت اندروز، معاون سابق دستیار وزیر دفاع در امور عملیات ویژه و درگیری با شدت کم، گفت: «گروه ضربت ۱۲۱ در واقع کسانی بودند که صدام را از سوراخ بیرون کشیدند». دیگر نمی‌توان نقشی را رد کرد.»

## ۲۰۰۴
در سال ۲۰۰۴، فقدان یافتن سلاح کشتار جمعی، ادامه مقاومت مسلحانه در برابر اشغال نظامی آمریکا در عراق، و نیاز به بازنگری سیستماتیک نقش‌های مربوطه سیا، اف‌بی‌آی، و آژانس اطلاعات دفاعی.
در ۹ ژوئیه ۲۰۰۴، گزارش سنا دربارهٔ اطلاعات پیش از جنگ در مورد عراق مربوط به کمیته اطلاعات سنا گزارش داد که سیا در مورد خطر ادعایی سلاح‌های کشتار جمعی در عراق اغراق کرده‌است، اتهامی که عمدتاً توسط اطلاعات موجود پشتیبانی نمی‌شود.

### فرم‌های اطلاعاتی جدید عراق
در فوریه ۲۰۰۴، سرویس جدید اطلاعات ملی عراق یا INIS، در فوریه ۲۰۰۴ «به عنوان یک نیروی غیر فرقه ای که افسران و عوامل خود را از تمام جوامع مذهبی عراق استخدام می‌کرد، تأسیس شد. رئیس آن، ژنرال محمد شاهوانی از اهل سنت موصل است. او با یک شیعه ازدواج کرده و معاونش کرد است. شاهوانی، یکی از فرماندهان نیروهای ویژه عراق در طول جنگ ایران و عراق، برای بیش از یک دهه با سیا همکاری نزدیک داشته‌است ابتدا در تلاش برای سرنگونی صدام حسین، سپس در تلاش برای ایجاد یک سازمان اطلاعاتی نقش داشته‌است..
یک سرویس اطلاعاتی رقیب وجود دارد "به نام وزارت امنیت، که سال گذشته به سرپرستی شیروان الوائلی ایجاد شد. او سرهنگ سابق ارتش عراق است که در رژیم قدیم در ناصریه خدمت می‌کرد. گفته می‌شود که او در ایران آموزش دیده‌است و به‌طور منظم با افسران اطلاعاتی ایران و سوریه در بغداد ارتباط برقرار می‌کند. خدمت او نیز مانند سازمان شاهوانی حدود ۵۰۰۰ افسر دارد».
سیا امیدوار بود که INIS شاهوانی بتواند یک نیروی مؤثر ملی و بازدارنده در برابر مداخله ایران باشد. شاهوانی برای انجام عملیات‌های مؤثر علیه ایرانی‌ها، رئیس شاخه ایران مخابرات دوران صدام حسین را به خدمت گرفت. این امر ایرانیان و متحدان شیعه آنها را عصبی کرد.
عوامل شاهوانی در سال ۲۰۰۴ متوجه شدند که ایرانی‌ها فهرستی دارند که از یک سند قدیمی حقوق و دستمزد وزارت دفاع گرفته شده بود که اسامی و آدرس منزل افسران ارشد را که تحت رژیم سابق خدمت می‌کردند، شناسایی می‌کرد. خود شاهوانی از جمله کسانی بود که توسط ایرانیان هدف ترور قرار گرفت. تا به امروز، حدود ۱۴۰ افسر در INIS کشته شده‌اند.

اگرچه بسیاری در دولت مالکی، شاهوانی را با سوء ظن می‌بینند، حامیان او می‌گویند که او تلاش کرده‌است مستقل از نبردهای فرقه‌ای در عراق باقی بماند. به گفته منابع آمریکایی، او اطلاعاتی ارائه کرده‌است که منجر به دستگیری چند تن از عوامل ارشد القاعده شده‌است، و همچنین اطلاعات منظمی در مورد شورشیان سنی ارائه کرده‌است. چندین ماه پیش، شاهوانی به مالکی از طرح ترور توسط محافظی که مخفیانه برای مقتدی صدر، رهبر شبه نظامیان شیعه کار می‌کرد، اطلاع داد. سرویس شاهوانی طرحی مشابه برای ترور معاون نخست‌وزیر عراق، برهم صالح، کرد را کشف کرد.
نقشه‌های کودتای شاهوانی در ژوئن ۱۹۹۶ با شکست مواجه شد، زمانی که مخبرات ۸۵ نفر از عوامل او، از جمله سه پسرش را کشت. اما او در طول هفت سال آینده به توطئه ادامه داد و در آستانه تهاجم آمریکا در مارس ۲۰۰۳، شاهوانی و حامیانش سیا همچنان امیدوار بودند که قیامی را در میان ارتش عراق سازماندهی کنند. شبکه مخفی عراقی شاهوانی با نام «آلفا ۷۷» و بعدها به «عقرب‌ها» معروف شد. پنتاگون نسبت به طرح قیام عراق محتاط بود، بنابراین این طرح کنار گذاشته شد، اما شاهوانی شبکه خود را در ارتش عراق تشویق کرد که جنگ نکنند - به این امید که بعد از پیروزی آمریکا با سربازان خوب رفتار شود. سپس تصمیم فاجعه بار در می ۲۰۰۳ توسط ال. پل برمر و مقامات موقت ائتلاف مبنی بر انحلال ارتش عراق و قطع حقوق آن اتخاذ شد. بقیه، همان‌طور که می‌گویند، تاریخ است. عراق امروز به جای یک سرویس اطلاعاتی خوب که به آن نیاز دارد، دو سرویس دارد: یکی طرفدار ایران و دیگری ضد ایرانی. این معیاری است برای تعیین موقعیت کشور: گرفتار شدن بین فرقه‌های متخاصم و همسایگان متخاصم، با متحدی ابرقدرت که به نظر نمی‌رسد به دوستان خود کمک کند یا دشمنان خود را متوقف کند.

### ابوغریب
همچنین در سال ۲۰۰۴، گزارش‌هایی از شکنجه ابوغریب و آزار زندانیان منتشر شد. در تحقیقات بعدی توسط MG آنتونیو تاگوبا، او اظهار داشت: «من متوجه شدم که برخلاف مفاد AR 190-8، و یافته‌های موجود در گزارش MG Ryder، بازجویان اطلاعات نظامی (MI) و بازجویان دیگر آژانس دولتی ایالات متحده (OGA) فعالانه است. از نگهبانان مجلس درخواست کرد که شرایط جسمی و روحی را برای بازجویی مطلوب از شهود تعیین کنند.» OGA یک تعبیر رایج برای سیا است. بعلاوه، «دستگاه‌های مختلف بازداشتی که توسط تیپ ۸۰۰ نماینده مجلس اداره می‌شود، به‌طور معمول افرادی را که توسط سایر سازمان‌های دولتی (OGAs) نزد آنها آورده می‌شوند، بدون اطلاع از هویت، یا حتی دلیل بازداشتشان، نگهداری می‌کنند. مرکز مشترک بازجویی و بازجویی (JIDC) در ابوغریب، این بازداشت شدگان را «بازداشت‌شدگان ارواح» نامید. حداقل در یک مورد، گردان ۳۲۰ نماینده مجلس در ابوغریب تعداد انگشت شماری از "بازداشت شدگان ارواح" (۶ تا ۸) را برای OGA نگه داشت که آنها در داخل مرکز حرکت کردند تا آنها را از بازدید کمیته بین‌المللی صلیب سرخ (ICRC) پنهان کنند. تیم نظرسنجی این مانور فریبنده، بر خلاف ارتش دکترین، و در نقض قوانین بین‌المللی بود."
در زندان ابوغریب یک زندانی به نام منادل الجمادی درگذشت.

## ۲۰۰۶
تایلر درامهلر، کهنه سرباز ۲۶ ساله سیا و رئیس سابق عملیات مخفی در اروپا، در مصاحبه ای در ۲۳ آوریل ۲۰۰۶ به خبرنگار سی بی اس نیوز در برنامه ۶۰دقیقهاد برادلی گفت که ناباوری گسترده‌ای در داخل آژانس در مورد ادعاهای عمومی دولت بوش در مورد سلاح‌های عراقی وجود دارد. کشتار جمعی به گفته درامهلر، سیا در پاییز۲۰۰۲ به حلقه داخلی صدام حسین نفوذ کرده بود و این منبع بلندپایه به سیا گفت «آنها هیچ برنامه فعالی برای تسلیحات کشتار جمعی نداشتند.» درامهلر در پاسخ به سؤال بردلی در مورد تناقض آشکار با اظهارات دولت بوش در مورد سلاح‌های کشتار جمعی عراق در آن زمان، گفت: «سیاست تعیین شده بود. جنگ عراق در راه بود. و به دنبال اطلاعاتی بودند که در خط مشی جا بیفتند و سیاست را توجیه کنند.»

## ۲۰۰۷
از ژوئن ۲۰۰۷، «شاهوانی اکنون در ایالات متحده است. تا زمانی که او تضمین‌های حمایتی از دولت مالکی دریافت نکند، احتمالاً استعفا خواهد داد که این امر INIS را در آشفتگی فرو می‌برد و می‌تواند باعث فروپاشی آن شود.

### تحقیقات ۲۰۰۷
افشای خانم هویت مخفی ویلسون در آن زمان سیا به عنوان «والری پلیم» که در آن زمان هنوز طبقه‌بندی شده بود، منجر به تحقیقات هیئت منصفه و متهم شدن و محکومیت رئیس سابق دفتر معاون رئیس‌جمهور چنی، لوئیس لیبی، به اتهام شهادت دروغ، ممانعت از اجرای عدالت، و محکوم شد. اظهارات نادرست به بازرسان فدرال.

### "سرجه"
واحدهای شبه نظامی سیا به همکاری با JSOC در عراق ادامه دادند و در سال ۲۰۰۷ این ترکیب نیروی مرگباری را ایجاد کرد که تأثیر عمده ای در موفقیت "Surge" داشت. آنها این کار را با کشتن یا دستگیر کردن بسیاری از رهبران کلیدی القاعده در عراق انجام دادند. باب وودوارد، روزنامه‌نگار برنده جایزه پولیتزر، در مصاحبه‌ای با برنامه ۶۰ دقیقه شبکه سی بی اس، قابلیت عملیات ویژه جدیدی را توصیف کرد که این موفقیت را امکان‌پذیر کرد. این قابلیت توسط تیم‌های مشترک CIA و JSOC توسعه یافته‌است. چندین مقام ارشد آمریکایی اظهار داشتند که «تلاش‌های مشترک JSOC و واحدهای شبه نظامی سیا مهمترین عامل در شکست القاعده در عراق بود».
در ۲۶ اکتبر ۲۰۰۸، SAD/SOG و JSOC عملیاتی را در سوریه انجام دادند که «شبکه لجستیک جنگنده خارجی» را هدف قرار داد و عوامل القاعده را به عراق آورد. یک منبع آمریکایی به سی‌بی‌اس نیوز گفت که «سرکرده جنگجویان خارجی، یکی از افسران القاعده، هدف حمله فرامرزی روز یکشنبه بود». او گفت که این حمله موفقیت‌آمیز بود، اما نگفت که آیا افسر القاعده کشته شده‌است یا خیر. فاکس نیوز بعداً گزارش داد که ابو غدیه، «هماهنگ‌کننده ارشد القاعده که در سوریه فعالیت می‌کند» در این حمله کشته شده‌است. نیویورک تایمز گزارش داد که در جریان این حمله نیروهای آمریکایی چندین مرد مسلح را که «یک تهدید» بودند، کشتند.